# قشلاق مددلو (خداآفرین)
قشلاق مددلو یکی از روستاهای استان آذربایجان شرقی است که در دهستان گرمادوز شرقی بخش گرمادوز شهرستان خداآفرین واقع شده‌است.